# Cacique Doble
Cacique Doble es un municipio brasileño del estado de Rio Grande do Sul.
Se encuentra ubicado a una latitud de 27º46'13" Sur y una longitud de 51º39'37" Oeste, estando a una altitud de 623 metros sobre el nivel del mar. Su población estimada para el año 2004 era de 4.647 habitantes.
Ocupa una superficie de 203,908 km².

## Historia
El nombre de Cacique Doble se originó debido al Cacique Indígena Faustino Ferreira Doble, de la tribu de los Cainguás. El municipio de Cacique Doble se caracteriza por la presencia de dos tribus indígenas: los cainguás y los tupi-guaraníes.
Dentro de estas primeras familias indígenas en Cacique Doble formaban parte: los Ferreira Doble, Darfais Malaquias, Maia, Grande, Péia, Da veiga, Manoel Antônio y Evaristo.
La colonización fue iniciada en el año 1903, cuando llegaron las primeras familias italianas. 

## Economía
La economía está basada en la producción de arroz, porotos, tabaco, soja, trigo, yerba mate, manzanas y uva.

### Turismo
Con respecto al turismo, se puede visitar una reserva indígena, que alberga a más de 160 familias que conservan su cultura. La reserva está localizada a 5 kilómetros del municipio, y se accede por medio de la carretera RS 343.
- Datos: Q1786666
- Multimedia: Cacique Doble / Q1786666